# Исус Христос побеђује
Акроним IС ХС NI КА, хришћански је симбол који се чита Исус Христос Ника (грч. Ιησούς Χριστός Νικά), и значи Исус Христос побеђује. Израз „Исус Христос побеђује” изражава победу Христа над смрћу и грехом, што је централна тема хришћанске вере.

### Православље
Као симбол се налази на бројним црквеним предметима у многим православним црквама и манастирима.
Налази се на печату којим се утискује овај знак на просфору. Код Срба, такође се овај печат утискује на славски колач.

### Католичанство
Овај акроним је слабије присутан због грчких слова, али га и римокатолици препознају као симбол.